# アイドル防衛隊ハミングバード
『アイドル防衛隊ハミングバード』 （アイドルぼうえいたいハミングバード） は、富士見ファンタジア文庫（富士見書房）より全2巻で発売された吉岡平のライトノベル、およびそれを原作として1993年から全4巻で発売されたOVAである。
OVA版の販促企画として、主役声優5人は実際に同名のアイドルグループとなり、コンサートイベントやファンクラブイベントを開催し、レギュラーラジオ番組を持っていた。これらの企画は、後に日本のアニメーション関連プロジェクトで多数が製作される「声優がアニメキャラクターの声を担当するだけではなく、実際に歌手としてライブコンサートを行う」というプロモーション形態の先駆けであり、そうした企画展開を当初から行った作品である。

## あらすじ
西暦199X年、日本政府は突如自衛隊の民営化を発表する。しかし、防衛などというリスクだけが大きくリターンの少ない分野に名乗りを上げる企業はいなかった。そんな中、元々「育成（開発）とプロモーションに多額の費用が掛かるが、成功する（制式採用される）保証は必ずしもない」という点で兵器の開発と運用との共通点のある芸能界だけは違っていた。
予想外の分野から参入した各芸能プロダクションは戦闘機パイロットをアイドルにし（その逆に、アイドルとして売り出したい者をパイロットとして養成してデビューさせる、ということも行われた）、「アイドルパイロット」という言葉までも作ってしまい、新たな芸能ジャンルが産まれた。こうして、かつての「アイドル黄金時代」が復活した。
かくしてアイドルパイロットが芸能界の1ジャンルとして定着した時代となり、伝説の名パイロットであった父と、同じくパイロットであった母の経営する弱小プロダクションに所属する5人の姉妹で構成されるマイナーアイドルグループ、「ハミングバード」は、アイドルパイロットの頂点である“パイロット大賞”を目指し、今日も大手プロダクションの下請け的営業に勤しんでいた。
大手プロダクションの妨害を受けながら、偶然の積み重ねと自身の努力からパイロット大賞にノミネートされるまでに登り詰めたハミングバードであったが、その過程で知り合って友好関係を深めたライバル事務所のアイドルパイロットコンビ“フィーバーガールズ”が、南太平洋における国連平和維持活動中に行方不明となり、彼女達を救うために無許可で出撃した結果、パイロット大賞を獲ることはできなかった。
それでも、東京ドームで単独コンサートを開催するほどの人気を得たハミングバードは、伝説のアイドルパイロットとしてアイドルの歴史に名を残したのである。

## 登場人物

### 取石プロダクション

#### ハミングバード
社長である取石葉月の下、彼女の実の娘である5人の姉妹で構成される女性アイドルパイロット。なお、グループ名や名字、そして専用搭乗機の由来は全て『サンダーバード』から。
取石 五月（とれいし さつき）
声 - 三石琴乃
主人公。取石姉妹の三女。5月15日生まれの17歳（『'95風の唄』以降は18歳）。血液型はO型。ハミングバード3号のパイロット。パイロット大賞を目指している。
OVA版では取石 皐月と表記されているが、理由は#備考を参照。
取石 神無（とれいし かんな）
声 - 玉川紗己子
取石姉妹の長女。10月16日生まれの19歳（『'95風の唄』以降は20歳）。血液型はA型。ハミングバードのリーダーで、1号のパイロット。冷静沈着で頼りになるが、怒ると姉妹で最も怖い。また、勝負事には何でも真剣に挑む。
取石 弥生（とれいし やよい）
声 - 天野由梨
取石姉妹の次女。3月7日生まれの18歳（『'95風の唄』以降は19歳）。血液型はA型。ハミングバード2号のパイロット。ボーイッシュな服装と髪型から男勝りに見えるが、ガサツというわけではなく、料理が上手など、女性らしい面もきちんと備えている。スポーツ万能で、中でもテコンドーが得意。
取石 卯月（とれいし うづき）
声 - 草地章江
取石姉妹の四女。4月20日生まれの15歳（『'95風の唄』以降は16歳）。血液型はO型。ハミングバード4号のパイロット。いつもおっとりしていて、戦闘中でもマイペースを崩さない。姉妹で最も歌がうまい。
水無と同じくらい低い身長に反してスリーサイズのバランスは皐月や弥生よりよいため、カメラ小僧の注目の的。
取石 水無（とれいし みな）
声 - 椎名へきる
取石姉妹の五女。6月6日生まれの12歳（『'95風の唄』以降は13歳）。血液型はO型。ハミングバード5号のパイロット兼、4号の副パイロット。いつも元気で無邪気な反面、姉妹の中では最も計算高い。趣味はラーメン屋巡りだが、実は味オンチ。

#### 上司・関係者
取石 葉月（とれいし はづき）
声 - 土井美加
取石姉妹の母にして取石プロダクションの社長。シリーズ開始当初で40歳だが、神無の姉と言っても差し支えないほど若々しい。旧姓は丘野で、1等空佐パイロットとして大空を駆けていた過去を持つ。
夫の優馬が7年前から行方不明のため、それ以後は女手一つで娘達を育て上げた。優馬の帰りを今でも待ち続けている。
工藤 俊作（くどう しゅんさく）
声 - 松本保典
元陸上自衛隊隊員。当初はただのビデオプロデューサーだったが、取石姉妹に光るものを感じ、専属プロデューサーを買って出る。
伊集院 忍（いじゅういん しのぶ）
声 - 鈴木勝美
ハミングバードのマネージャー。職業柄、気苦労が絶えないため、胃薬が手放せない。
安田（やすだ）
声 - 菊池正美
名前は不明。ビデオカメラマン。「安田ちゃん」と皆から呼ばれ、慕われている。
取石 文（とれいし ぶん）
声 - 中博史
葉月の父で、ハミングバード専用機の開発者。元日本海軍技術士官。開発・整備には厳格な人物だが、孫娘である取石姉妹には激甘な好々爺。
取石 優馬（とれいし ゆうま）
声 - 堀秀行
取石姉妹の父親。矢島とはパイロット大賞を競い合ったライバル同士だった。葉月とはその頃知り合って結婚に至り、取石姉妹を授かったが、7年前の第16次湾岸戦争で友人を救おうと出撃して以来、行方不明。
本編では回想シーンのみの登場だが、ドラマCD『さよならハミングバード』にて奇跡の生還を果たす。

### 矢島オフィス

#### SNAP（スナップ）
かっくん、さっくん、あっくん、ハッくんの4人で構成される男性アイドルパイロット。それぞれの本名は不明。爽やかな人格と容姿で人気も非常に高く、F-16ファイティングファルコンを駆るが、操縦の腕前は素人同然。名前の由来はSMAPから。

#### フィーバーガールズ
『'94夏』から登場。対ハミングバード用の秘密兵器として用意された2人組の女性アイドルパイロット。歌唱力や顔立ち以上に男性へのセックスアピールに富んだナイスバディ（特に巨乳）が売りだが、戦闘機の操縦もかなりの腕前で、階級は2等空尉。愛機はF/A-18 レガシーホーネット。皐月とはビーチバレー戦を通じ、親友になる。グループ名の由来は、1990年代に活躍したセクシーアイドルグループ「ギリギリガールズ」から。
中條 仁美（なかじょう ひとみ）
声 - 水谷優子
フィーバーガールズのボケ役。19歳（『'95風の唄』以降は20歳）。余裕で腰に届く長さのポニーテールヘアが特徴。身長は164cm、スリーサイズはB96/W60/H85(cm)。
美形に弱く、加藤に一目惚れする。名前の由来は中條かなこと藤崎仁美から。
細川 れいこ（ほそかわ れいこ）
声 - 岡本麻弥
フィーバーガールズのツッコミ役。20歳（『'95風の唄』以降は21歳）。腰まで届くウェーブヘアが特徴。身長は163cm、スリーサイズはB94/W58/H84(cm)。
バストは仁美に数値で負けているが、柔らかさや弾力では勝っているため、彼女より扇情的に揺れて男性の視線を集めやすいという利点がある。名前の由来は細川ふみえとかとうれいこから。

#### 上司・関係者
矢島（やじま）
声 - 富山敬→山寺宏一（『'95夢の場所へ』）
名前は不明。矢島オフィスの社長。優馬や葉月とはかつて旧知の仲だったが、葉月が自分の申し出を断って以降、彼女や取石姉妹を目の仇にし、様々な妨害工作を謀る。だが、葉月や取石姉妹の実力自体は素直に認めており、『'95夢の場所へ』ではフィーバーガールズを救出すべく緊急出撃したためにマスコミの非難を浴びた彼女達へ、感謝の意を込めて助け舟を出す。
蛇沼（へびぬま）
声 - 立木文彦
名前は不明。矢島の秘書兼、SNAPのマネージャー。矢島に忠実な男で、彼の指示どおりハミングバードへの妨害工作を仕掛ける。
加藤 五郎（かとう ごろう）
声 - 置鮎龍太郎
『'94夏』で登場。フィーバーガールズを厳しく鍛える、少々自信過剰気味なイケメン男。階級は3等空佐で、パイロットとしては優秀だが、歌はあまりうまくない。顎の左側に目立つ傷痕がある。教え子であるフィーバーガールズ（特に仁美）からは、理想の男性としても慕われている。
なお、矢島に雇われた身ではあるが、取石優馬の部下だった過去を持つ。そのため、皐月には優馬の面影を重ねており、影から見守る。

### その他
ペトレ・デュヴァス
声 - 子安武人
『'95夢の場所へ』で登場。南太平洋にある諸島国家の指導者で、容姿端麗な金髪男。豊富な資金と軍事力にものを言わせて他国を威圧する軍事国家の独裁者で、MiG-25を保有する空軍、多数の対空ミサイルや装甲車両を保有する陸軍といった強大な軍備を保有している。
国連軍に参加していたフィーバーガールズのF-18ホーネットを撃墜し、彼女達を拉致することに成功した。だが、実際はただのアイドルマニアとして彼女達を欲していただけで、しかも極めて低い身長（140cm以下）を、プロジェクター拡大によって大きく見せていただけということが発覚する。
なお、彼の保有する軍隊には有人兵器が存在せず、戦闘機から戦闘車両に至るまで、全て自動制御で無人化されていた。反面、兵士は自動小銃程度しか携行していない弱小ゲリラ組織同様の貧弱な装備であり、自動小銃には実弾が装填されていなかった。

## 登場メカ
ハミングバード1号
制空戦闘機。高速飛行能力に優れており、最高速度はマッハ3を越える。主な武装は30mmガトリング砲と空対空ミサイル。ミサイルは機体下面の機内兵装庫に収容する方式になっている。
“最高速度マッハ3超”の元ネタは映画『ファイヤーフォックス』（1982年）のMiG-31“ファイヤーフォックス”。
ハミングバード2号
VTOL戦闘機。水平尾翼のない可変後退翼機で、機動性は1号や3号に引けを取らない。主な武装は20mmガトリング砲および空対空ミサイル。1号と同じくミサイルは機体下面の機内兵装庫に収容する方式。
ハミングバード3号
汎用戦闘機。1号機の姉妹機だが、水平尾翼のないデルタ翼形式で、1号機に比べマルチロール性能とステルス性に優れている。主な武装は30mmガトリング砲と空対空ミサイル。1、2号と同じくミサイルは機内収容式になっているが、主翼下には各種兵装や予備燃料を収めたポッドを搭載し、これを換装することによって様々な任務に素早く対応できる。
ハミングバード4号
超大型輸送機兼空中指揮機。電子戦機としての能力も高く、これに加えて空中給油機としての能力も備えており、1 / 2 / 3号機への空中補給も可能。5号機を機内に収容して空輸することが可能で、空中での発進・空中収容が可能。自衛用武装として、コクピット脇の左右主翼外縁には収納式の20mmCIWSが装備されている。
デザインの元ネタはノースロップ・グラマン B-2 スピリット（ただし実際のB-2に空中給油能力はない）で、シリーズ初期ではB-2が公表される前の想像図に準じた外形になっている。
ハミングバード5号
攻撃ヘリコプター。4号機に搭載されており、必要に応じて母機から空中発進・空中収容される“パラサイト・ファイター”として運用される。テイルローターのない“ノーター”方式のヘリコプターで、マッハ1.2の最高速度を誇るが、最高速度を発揮した場合には長距離は飛べない。固定武装は30mmチェーンガン。ミサイル等はやはり機内収容式になっている。

なお、小説版及びOVA『'94夏』までとOVA『'95風の唄』『'95夢の場所へ』では、どの機体も全体のデザインは同じだが、細部が大幅に異なっており、より実際の航空機に近くリファインされてディティールが細かく描き込まれている。また、1号機＝青、3号機＝赤、といったパーソナルカラーは“取石”の名の元ネタである『サンダーバード』の各メカの色にちなんでいる。
この他、
川崎T-4
取石家の所有する練習機として登場。
各機体には取石姉妹のパーソナルマークが描かれている。
F-4ファントムII / F-14トムキャット
OVA第1作のアイドルパイロット番組内でハミングバードの操縦する“やられ役”機として登場。F-14は小説版第1巻の冒頭でSNAP隊の使用機としても登場する。
F-15 イーグル
『'94夏』で皐月とフィーバーガールズの模擬戦の使用機として登場。
F-16 ファイティングファルコン
OVA第1作でSNAP隊の使用機として登場。
F/A-18 ホーネット
『'94夏』『'95風の唄』においてフィーバーガールズおよび加藤五郎の使用機として登場。加藤機のカラーリングの元ネタは『宇宙戦艦ヤマト』のブラックタイガー。
F-86 セイバー
小説版冒頭でハミングバードの搭乗機として登場。
MiG-25“フォックスバット”
「'95風の唄」および第4作「'95夢の場所へ」においてペトレ率いる軍事独裁国家の主力戦闘機として登場。
射出座席の代わりに自動操縦装置を搭載したフルオートコントロール機という設定で、パイロットは搭乗していない。自動操縦装置は機体に危険が及ぶと射出される機構になっている。
C-130
「'95風の唄」に登場。国連軍の基地への輸送を行っており、フィーバーガールズが護衛任務を行った。

空母エンタープライズ
『'94夏』冒頭に登場。アイドル水泳大会の会場としてレンタルされている。
といった、実在の軍用機や原子力空母、またゲパルト自走対空砲やM113装甲兵員輸送車/LAV-25シリーズ、M1エイブラムスといった陸戦兵器も多数登場する。

## 既刊一覧
- 吉岡平（著）、富士見書房〈富士見ファンタジア文庫〉、全2巻
  - 『アイドル防衛隊ハミングバード ACT1 ハミングバード・デビュー！』、1993年6月11日発売[8]、ISBN 4-8291-2503-9
  - 『アイドル防衛隊ハミングバード ACT2 ハミングバード6号』、1994年6月10日発売[9]、ISBN 4-8291-2570-5

## OVA

### 各巻タイトル
- 『アイドル防衛隊ハミングバード』（1993年9月1日発売）
- 『アイドル防衛隊ハミングバード'94夏』（1994年6月1日発売）
- 『アイドル防衛隊ハミングバード'95風の唄』（1995年6月1日発売）
- 『アイドル防衛隊ハミングバード'95夢の場所へ』（1995年12月1日発売）

第1作は単独タイトルで年号等がつかないため、「無印」と通称されることが多い（※当項目でもこの呼称を使用する）。なお、当初は『'94夏』と『'95風の唄』の間に、『'94冬』を発売する予定だった（詳細については後述）。
2012年1月22日には、AT-Xで全話がテレビ放送されている。

### スタッフ
- 原作 - 吉岡平（富士見書房刊）[3]
- 監督・絵コンテ - 村山靖
- 脚本 - 村山靖、早坂律子（'95夢の場所へ）
- キャラクターデザイン - 柳沢まさひで[3]
- 作画監督 - 桂憲一郎（無印、'94夏）、柳沢まさひで（'95風の唄、'95夢の場所へ）
- 美術監督 - 新井寅雄（無印）、朝倉千登勢（'94夏）、海野よしみ（'95風の唄、'95夢の場所へ）
- 撮影監督 - 杉浦充
- 音楽 - 見良津健雄[3]
- 録音監督 - 田中英行[3]
- プロデューサー - 服部街宇（無印、'94夏）、福与雅子（'95風の唄、'95夢の場所へ）、下地志直（無印 - '95風の唄）、橋本和典（'95夢の場所へ）
- アニメーション制作 - 葦プロダクション
- 製作 - 東宝株式会社

### 主題歌
オープニングテーマ
「Love Wing」（無印）
作詞 - 及川眠子 / 作曲 - 都志見隆 / 編曲 - 上杉洋史 / 歌 - 草地章江
「ロマンスに秒読み」（'94夏）
作詞 - 及川眠子 / 作曲 - 都志見隆 / 編曲 - 宮城純子 / 歌 - 草地章江
「MY BLUE PARADISE」（'95風の唄、'95夢の場所へ）
作詞 - 白峰美津子 / 作曲 - 浅田直 / 編曲 - 見良津健雄 / 歌 - 草地章江
エンディングテーマ
「ふられたなんて思ってないから」（無印）
作詞 - 白峰美津子 / 作曲・編曲 - 鈴木武生 / 歌 - ハミングバード
「RAINBOW FORCES」（'94夏）
作詞 - 吉澤久美子 / 作曲・編曲 - 宮城純子 / 歌 - ハミングバード
「失恋前夜」（'95風の唄）
作詞 - 石川華子 / 作曲 - 工藤崇 / 編曲 - 外山和彦 / 歌 - ハミングバード
「夢の場所へ」（'95夢の場所へ）
作詞 - 白峰美津子 / 作曲・編曲 - 和泉一弥 / 歌 - ハミングバード
挿入歌
「やっぱり大好き」（無印）
作詞 - 白峰美津子 / 作曲・編曲 - 鈴木武生 / 歌 - ハミングバード
「せつない想い」（無印）
作詞 - 及川眠子 / 作曲 - 都志見隆 / 編曲 - 上杉洋史 / 歌 - ハミングバード
「恋人達のクライン・レイン」（'95風の唄）
作詞 - 真名杏樹 / 作曲 - 工藤崇 / 編曲 - 宮城純子 / 歌 - ハミングバード
「いい娘ではいられない」（'95風の唄）
作詞 - 青柳美奈子 / 作曲 - 藤井美保 / 編曲 - 見良津健雄 / 歌 - 取石神無、取石弥生
「泣き虫のマーメイド」（アコースティックVer）（'95風の唄）
作詞 - 森由里子 / 作曲 - 工藤崇 / 編曲 - 見良津健雄 / 歌 - 取石皐月
「Love Wing」（'95夢の場所へ）
作詞 - 及川眠子 / 作曲 - 都志見隆 / 編曲 - 上杉洋史 / 歌 - ハミングバード
「情熱」（'95夢の場所へ）
作詞 - 白峰美津子 / 作曲 - 工藤崇 / 編曲 - 見良津健雄 / 歌 - ハミングバード

### 関連商品

#### CD
- ロマンスに秒読み・Love Wing（CDシングル）
- 泣き虫のマーメイド・RAINBOW FORCES（CDシングル）
- FIRST FLIGHT
- 『ハミングバード』太陽と裸
- 熱狂の“裸・EVE”
- 『ハミングバード'94夏』トラ・トラ・トラ!
- 外伝ザッツ・ミュージカル 卯月の反乱 〜こんな日が来るなんて…〜
- ザッピングdeショッキング
  - 取石神無編
  - 取石弥生編
  - 取石皐月編
  - 取石卯月編
  - 取石水無編
- 『'95風の唄 夢の場所へ』山虎（サントラ）
- さよならハミングバード
- GRAND FINALE at SHIBUYA Kokaido
- ボーカルベスト SISTERS

#### 書籍
※2019年現在は絶版
- アニメVスペシャル アイドル防衛隊ハミングバード
  - 発売 - 1996年1月1日
  - 発行 - GAKKEN
  - 価格 - 税込1835円
  - ISBN 4-0560-1117-6

## 備考
- 取石皐月の名前は、原作では「五月」、OVA版では「皐月」と表記されているが、これは吉岡が原作を思い付いた当時、「皐」が人名用漢字に含まれていなかったためである（もっとも、1990年以降は含まれているので、執筆や文庫発売の頃には修正しようと思えば修正できたはずであるが）。OVA版制作に当たり、吉岡の本来希望していた表記が実現した。
- 『'94夏』の続編として『'94冬』の制作が企画されていたが、諸般の事情により中止となった。これが予定どおり制作されていたら、OVA版は全5巻となっていた可能性がある。『'95風の唄』で使用された『恋人たちのクライン・レイン』は、元々これのライブシーンで使用する予定で発注された曲である。
- OVA版最終作『'95夢の場所へ』の製作においては、前3作の葦プロダクション側の担当プロデューサー以下主要スタッフがXEBECとして独立したことで、スタッフの大幅な入れ替えが発生することとなった。